# Snakebite
Snakebite — музичний альбом гурту Whitesnake. Виданий 2 червня 1978 року лейблом Geffen Records. Загальна тривалість композицій становить 36:51. Альбом відносять до напрямку хард-рок, хеві-метал, блюз-рок.

## Список пісень
1. «Come On» — 3:31
2. «Bloody Mary» — 3:18
3. «Ain't No Love in the Heart of the City» — 5:07
4. «Steal Away» — 4:16
5. «Keep On Giving Me Love» — 5:13
6. «Queen of Hearts» — 5:15
7. «Only My Soul» — 4:33
8. «Breakdown» — 5:12

## Чарт
| Чарт (1978)     | Позиція |
| --------------- | ------- |
| UK Albums Chart | 61      |